# 212
Cette page concerne l'année 212  du calendrier julien. Pour l'année 212 av. J.-C., voir 212 av. J.-C. Pour le nombre 212, voir 212 (nombre).
L'année 212 est une année bissextile qui commence un mercredi.

## Événements
- Le jurisconsulte Papinien, préfet du prétoire, est mis à mort par Caracalla ainsi que de nombreux suspects pour avoir refusé de faire l’apologie du meurtre de Geta[1].
- Constitution Antonine : Caracalla promulgue un édit accordant le droit de cité, c’est-à-dire la citoyenneté romaine à tout habitant libre de l'Empire[2]. Caracalla continue la politique de son père en s’appuyant sur les jurisconsultes. L'édit de 212, en augmentant le nombre de citoyens imposables, permet d'augmenter les recettes fiscales[3].
- 11 juillet : Papyrus Giessen 40. Il comporte une copie de l'Édit de Caracalla et un décret accordant une amnistie à la suite de la mort de Géta[2].

## Naissances en 212
- Aurélien, empereur romain.

## Décès en 212
- 27 février : Geta, empereur romain, assassiné (ou décembre 211)[4].
- Zhang Hong, peintre chinois (153-212)